# Leoncjusz (Radulović)
Leoncjusz, imię świeckie Luka Radulović (ur. 1835 w Tulje, zm. 12 października 1888) – serbski biskup prawosławny.

## Życiorys
Edukację na poziomie podstawowym uzyskał u swojego wuja, archimandryty Joannicjusza, a następnie w monasterze Duži. Wstąpił do seminarium duchownego w Belgradzie, lecz zły stan zdrowia zmusił go do przerwania nauki. W 1856 złożył wieczyste śluby mnisze z imieniem Leoncjusz, po czym przyjął święcenia diakońskie i kapłańskie.
Wziął udział w powstaniu antytureckim Serbów hercegowińskich pod wodzą Luki Vukalovicia, służąc jako jego osobisty sekretarz. Następnie wyjechał do Dubrownika i Zadaru, gdzie uzupełnił wykształcenie średnie. Objął następnie parafię w Mostarze, lecz w 1870 został rozpoznany jako uczestnik powstania i na sześć lat uwięziony w Turcji. Po zwolnieniu w 1876 udał się do Dubrownika. W 1879 przeniósł się ponownie do Mostaru, gdzie metropolita Ignacy nadał mu godność archimandryty i mianował swoim osobistym sekretarzem. W latach 1882–1888 przebywał w więzieniu austriackim. 
W lutym 1888 wybrany na metropolitę hercegowińskiego i zahumskiego po odejściu Ignacego w stan spoczynku. Jego chirotonia biskupia miała miejsce 1 maja 1888 z udziałem biskupów dabarsko-bośniackiego Jerzego, zwornickiego Dionizego i pozostającego w stanie spoczynku metropolity Ignacego. Jeszcze w tym samym roku metropolita Leoncjusz zmarł na gruźlicę. Został pochowany w soborze Trójcy Świętej w Mostarze. 
W czasie prac nad odbudową świątyni (zniszczonej w czasie wojny w Chorwacji w 1992) odnaleziono jego nierozłożone ciało.